# Begonia hirsuta
Espèce
Synonymes
- Begonia charadrophila Tutin[1]
- Begonia filipes Benth.[1]
- Begonia heterodonta Rusby[1]
- Begonia leptopoda C.DC.[1]
- Begonia mameiana C.DC.[1]
- Begonia chepoensis C. DC.[2]
- Begonia hygrophila C. DC.[2]
- Begonia hygrophila var. puberula C. DC.[2]

Begonia hirsuta est une espèce de plantes de la famille des Begoniaceae. Ce bégonia est originaire d'Amérique centrale et du Sud. L'espèce fait partie de la section Doratometra. Elle a été décrite en 1775 par Jean Baptiste Christian Fusée-Aublet (1720-1778). L'épithète spécifique hirsuta signifie « hirsute », en référence aux poils touffus visibles sur les feuilles.

## Protologue

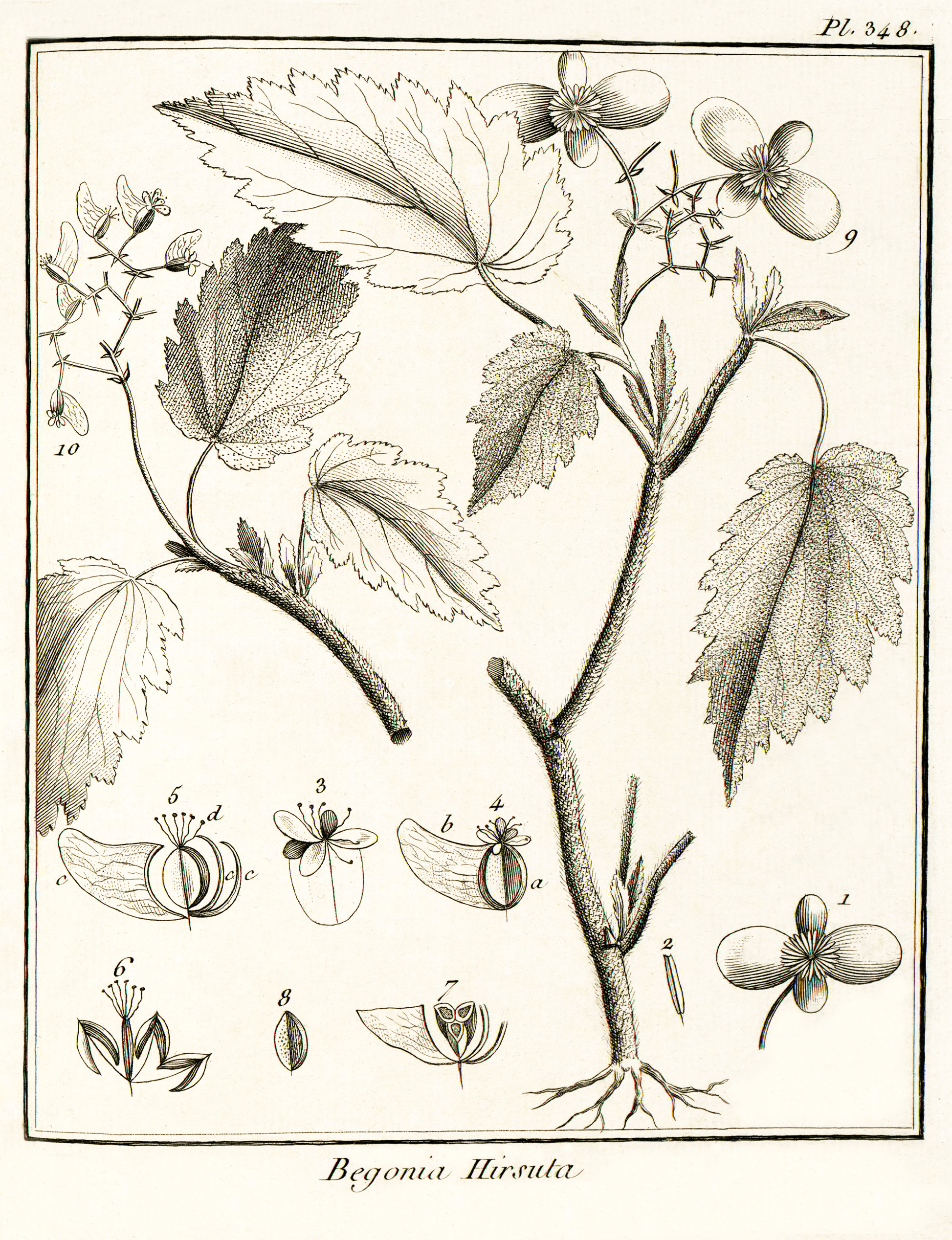
Begonia hirsuta : Planche 348 par Aublet (1775)
FLEUR mâle. - 1. Corolle épanouie. - 2. Étamine ſéparée. - FLEUR femelle. - 3. Corolle épanouie. - 4. Corolle épanouie, (a) Ovaire. (b) Large ſeuillet ou aile. - 5. Piſtil. (d) Styles & Stigmates, (c, c, c) Ailes ou feuillets des trois angles de l'ovaire. - 6. Capſule ouverte en trois valves, ſéparées chacune par le bas en deux portions. Placenta qui conſerve les ſtyles. - 7. Capſule coupée en travers. - 8. Capſule nue. - 9. Individu mâle. - 10. Individu femelle.

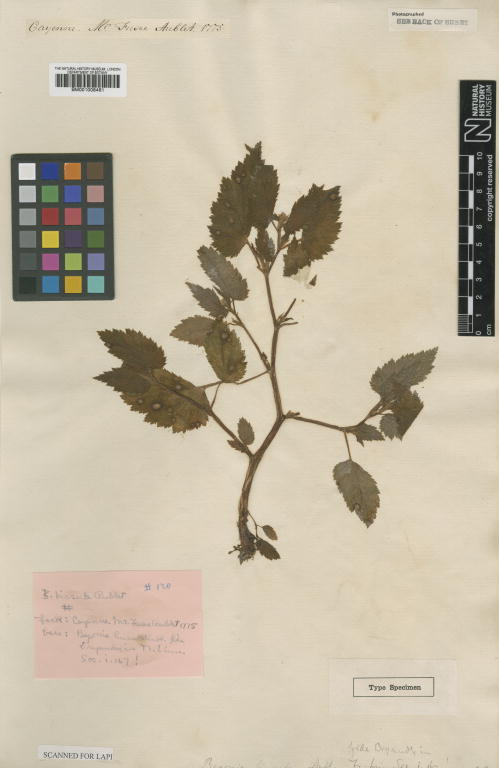
échantillon type de Begonia hirsuta collecté par Aublet en Guyane

En 1775, le botaniste Aublet propose le protologue suivant : 
« BEGONIA [kirſuta) folio aurito, crenato ; flore albo, mas & femina. (Tabula 348.)
Begonia hirſuta, flore albo, folio aurito, fructu coronato. Barer. Franc. Equin. pag. 21. 
MAS. 
Planta caulem ramoſum, cylindraceum, hirſutum, carnoſum, è radice emittens. Folia alterna, aurita, ovata, profundè crenata, dentata, acuta, hirſuta, ſubcarnoſa, vcnis rubris ſtriata, petiolata, ſtipulata ; ſtipulis longis, denticulatis. Flores paniculati, terminales ; rami & ramusculi bini, ad baſim duabus ſquamulis linearibus muniti. 
Corolla alba. 
FEMINA. 
Caulis, folia, panicula florum ut in mare. 
Folia utriuſque acida ſunt. 

Habitat ſuprà rupes territorii Caux. »

« LA BEGONE velue. (PLANCHE 348.)
Cette plante porte ſes Fleurs mâles ſur un pied, & ſes fleurs femelles ſur un autre. La racine de chaque individu eſt tendre, rameuſe & fibreuſe. La tige, qui s'élève de la racine de l'un & de l'autre individu, eſt haute d'environ deux pieds. Elle eſt charnue, rougeâtre, cylindrique, caſſante, légèrement velue, & garnie dès le bas de feuilles alternes, de l'aiſſelle deſquelles naiſſent des branches rameuſes. Les feuilles ſont groſſes, en forme de cœur, profondément dentelées, vertes, veinées de rouge, couvertes d'un poil court & rougeâtre, partagées dans leur longueur par une nervure ſaillante en deſſous. Un côté de la feuille eſt toujours plus large & plus long. 
Le pédicule eſt long, charnu, garni à ſa naiſſance de deux longues stipules dentelées a leurs bords. Ces feuilles ſont repréſentées a peu près de grandeur naturelle. 
Les fleurs ſont portées ſur une longue branche qui ſe diviſe en deux rameaux. Ces rameaux ſe diviſent & ſe ſubdiviſent pluſieurs fois, toujours en deux, garnis chacun d'une fleur, & chaque diviſion & ſubdiviſion porte à ſa baſe deux feuillets. 
La fleur de l'individu mâle eſt à quatre pétales, dont deux extérieurs & oppoſés ſont plus grands, ovales, blancs en dedans, & verdâtres en deſſous. Les deux intérieurs ſont blancs, beaucoup plus petits, places entre les deux grands. 
Les étamines ſont conſtamment au nombre de vingt- quatre, comme je m’en ſuis aſſuré pluſieurs fois. Elles ſont ramaſſées dans le centre de la fleur. Leurs filets ſont très courts, & leurs anthères ſont longues, étroites, jaunes, à deux bourſes, partagées dans leur longueur par un ſillon. 
La fleur de l'individu femelle eſt portée ſur l'ovaire. Elle eſt à cinq pétales ovales, blancs, dont deux extérieurs oppoſés & plus petits, & trois intérieurs plus grands. 
Le piſtil eſt un ovaire triangulaire, place au deſſous des pétales, ſurmonté de ſix styles grêles, longs, termines par un stigmate rond. Les angles de l'ovaire ſont couverts par trois feuillets. L'angle extérieur de deux de ces feuillets eſt borde d'une petite aile ; le troiſième en porte une large & fort allongée. 
L'ovaire devient une capsule triangulaire à trois loges remplies de semences très menues. Cette capſule s'ouvre en trois valves, & chaque valve ſe ſéparé en deux portions par le bas. Les trois valves reſtent unies par le haut, & ſont attachées a une petite côte. Le centre eſt occupe par un placenta hexagone, ſur lequel ſont les ſix ſtyles, qui ſubſiſtent après la maturité du fruit. 
Cette plante eſt annuelle. Je l’ai trouvée à Caux ſur des rochers humides que l'on rencontre en allant de l'habitation de M. Boutin à la crique, ou l'on s'embarque pour venir à Caïenne. 
Elle étoit en fleur & en fruit dans le mois de Février. 
Les tiges & les feuilles de cette plante étant mâchées, rendent un ſuc acide, ſemblable à celui de l'oſeille ; ce qui a engagé les habitans à la nommer oseille des bois. »

— Fusée-Aublet, 1775.

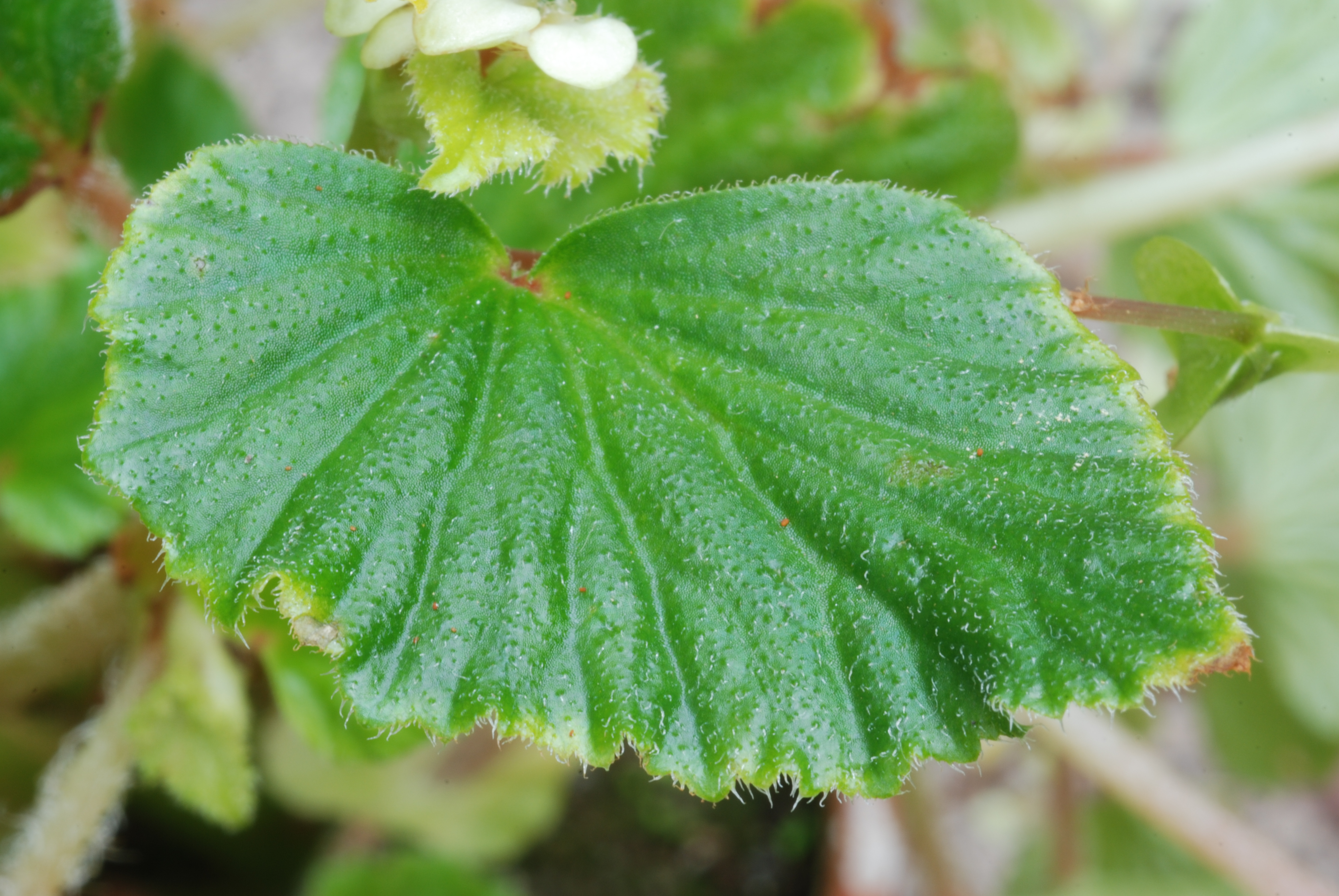
Feuillage
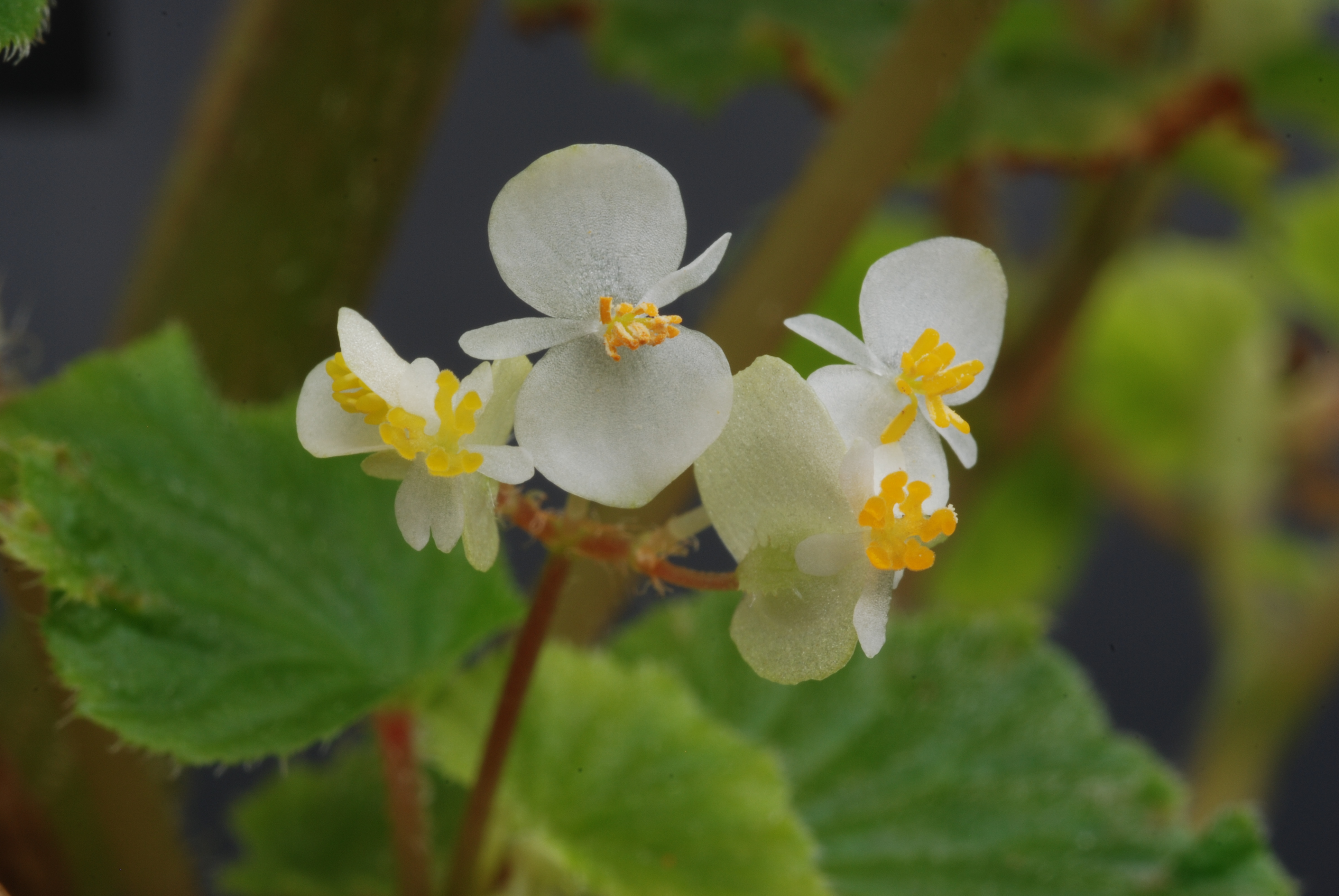
Inflorescence
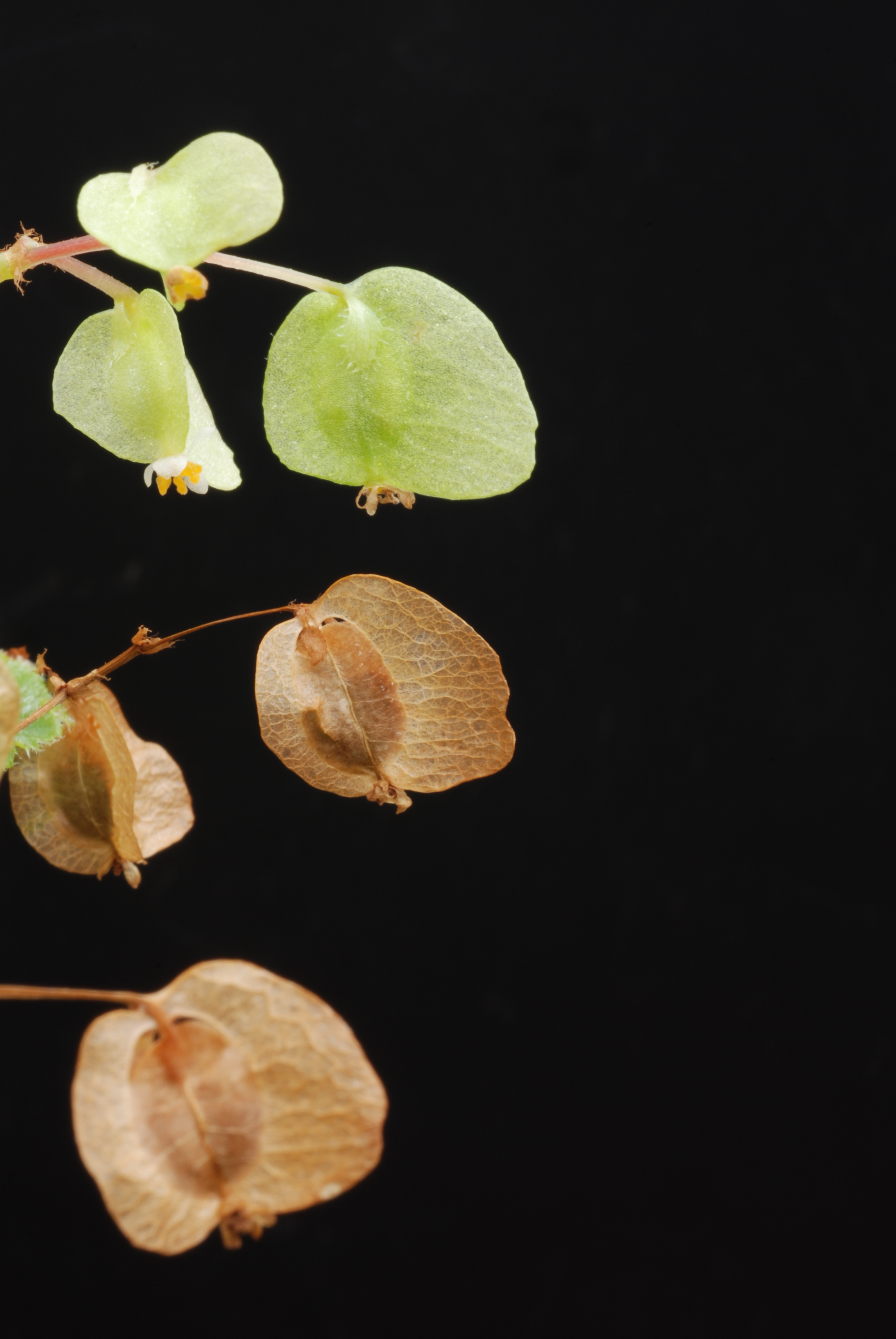
Fruit
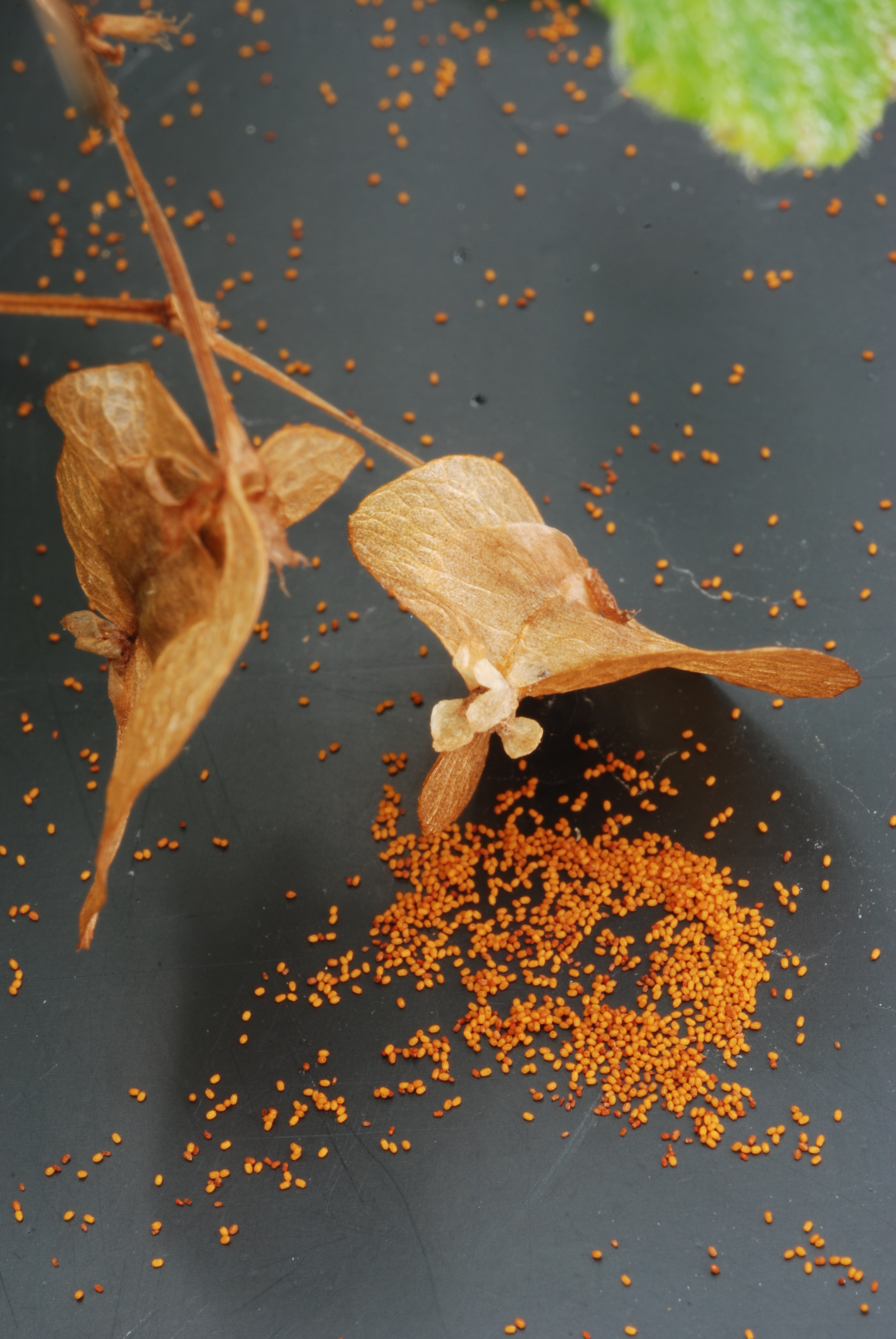
Graines

## Répartition géographique
Cette espèce est originaire des pays suivants : Costa Rica ; Guyane ; Guyana ; Nicaragua ; Panama.